# I stage
『I stage』（アイ ステージ）は、2005年10月7日から2006年3月24日までテレビ愛知で放送されていたトーク番組である。

## 概要
ファッションデザイナーのドン小西と元フォーリーブスの江木俊夫が名古屋港イタリア村の敷地内にゲストを招き、彼らとともにトークを繰り広げていた深夜番組である。番組はゲストとのトークのほか、ドン小西がイタリア村内に自身のファッションブランド店を開業するまでを追ったドキュメンタリーコーナーや視聴者プレゼントコーナーなどを設けていた。
番組の終了後、同時間帯では替わってテレビ神奈川やサンテレビなどで放送されていた音楽番組『音革命』の続編にあたる『音革命II』がスタートした。しかし、当のテレビ愛知では『音革命』は未ネットだったこともあり、『音革命II』でも引き続き司会にドン小西を起用し、収録も同様に名古屋港イタリア村で行うなど、むしろこの『I stage』のテイストを取り入れた内容で放送されていた。

## 放送時間
いずれも日本標準時。
- 金曜 25:28 - 25:58 （本放送）
- 金曜 15:00 - 15:30 （再放送、7日遅れ）

## 出演者

### 司会
- ドン小西
- 江木俊夫
- 坂口美奈子

### ゲスト
この番組は2本撮りで制作されていたため、ゲストは2週にわたって同じ人物が出演していた。
- 神田うの
- 川島なお美
- 川村ひかる
- 目黒祐樹
- 美川憲一
- フォーリーブス
- あびる優
- ほか